# Foo Fighters/Auszeichnungen für Musikverkäufe

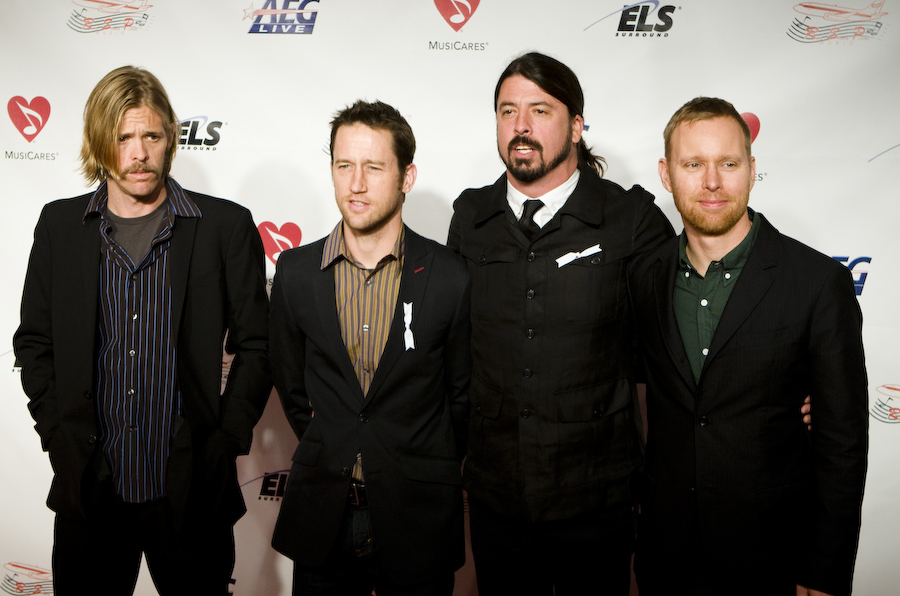
Foo Fighters (2009)

Dies ist eine Übersicht über die Auszeichnungen für Musikverkäufe der US-amerikanischen Rockband Foo Fighters. Die Auszeichnungen finden sich nach ihrer Art (Gold, Platin usw.), nach Staaten getrennt in chronologischer Reihenfolge, geordnet sowie nach den Tonträgern selbst, ebenfalls in chronologischer Reihenfolge, getrennt nach Medium (Alben, Singles usw.), wieder.

## Auszeichnungen
| - Vereinigtes Königreich - 2020: für die Single The Sky Is a Neighborhood - 2022: für die Single Run - 2022: für die Single Breakout - 2022: für die Single Rope - 2022: für die Single Long Road to Ruin - 2023: für die Single Wheels - 2023: für das Album But Here We Are - 2024: für die Single Big Me - 2025: für die Single This Is a Call - Australien - 1996: für das Album Foo Fighters - 2007: für das Album Skin and Bones - 2015: für das Videoalbum Foo Fighters: Sonic Highways - 2023: für die Single Arlandria - 2023: für die Single Big Me - 2023: für die Single Breakout - 2023: für die Single DOA - 2023: für die Single Generator - 2023: für die Single Rope - 2023: für die Single Run - 2023: für die Single The Sky Is a Neighborhood - 2023: für die Single This Is a Call - Belgien - 2007: für das Album Echoes, Silence, Patience & Grace - 2010: für das Album Greatest Hits - 2011: für das Album Wasting Light - Brasilien - 2001: für das Album There Is Nothing Left to Lose - 2002: für das Album One by One - 2005: für das Album In Your Honor - 2015: für das Album Sonic Highways - 2023: für das Album Wasting Light - 2023: für die Single All My Life - 2023: für die Single My Hero - 2023: für die Single Times Like These - 2023: für die Single Arlandria - 2023: für die Single Rope - Dänemark - 2020: für die Single Best of You - 2022: für die Single Learn to Fly - Deutschland - 2015: für das Album Sonic Highways - 2021: für das Album The Colour and the Shape - 2021: für das Album One by One - 2023: für das Album In Your Honor - 2023: für die Single Best of You - Finnland - 2003: für das Album One by One - 2011: für das Album Wasting Light - Indonesien - 2001: für das Album There Is Nothing Left to Lose - Irland - 2001: für das Album There Is Nothing Left to Lose - 2011: für das Album Wasting Light - Italien - 2013: für das Album Wasting Light - 2017: für das Album Sonic Highways - 2017: für die Single Best of You - 2018: für die Single Learn to Fly - 2018: für das Album Concrete and Gold - Japan - 1998: für das Album The Colour and the Shape - 2002: für das Album There Is Nothing Left to Lose - 2002: für das Album One by One - 2005: für das Album In Your Honor - Kanada - 2006: für die Single Best of You - 2010: für die Single Learn to Fly - 2010: für das Album Greatest Hits - 2017: für das Album Concrete and Gold - 2020: für die Single Run - 2020: für die Single The Sky Is a Neighborhood - Kolumbien - 2015: für das Album Sonic Highways - Mexiko - 2020: für die Single All My Life - 2020: für die Single My Hero - Neuseeland - 1996: für das Album Foo Fighters - 2003: für das Album One by One - 2006: für das Videoalbum Skin and Bones - 2006: für das Videoalbum Skin and Bones & Live in Hyde Park - 2008: für das Videoalbum Live at Wembley Stadium - 2013: für die Single Wheels - 2015: für die Single These Days - Niederlande - 2012: für das Album Wasting Light - 2015: für das Album Sonic Highways - Norwegen - 2003: für das Album One by One - 2006: für das Album In Your Honor - Österreich - 2006: für das Album In Your Honor - 2008: für das Album Echoes, Silence, Patience & Grace - 2011: für das Album Wasting Light - 2011: für das Album Greatest Hits - 2015: für das Album Sonic Highways - Polen - 2012: für das Album Wasting Light - 2018: für das Album Concrete and Gold - Portugal - 2001: für das Album There Is Nothing Left to Lose - Schweden - 2003: für das Album One by One - 2007: für das Album In Your Honor - 2013: für das Album Wasting Light - Schweiz - 2011: für das Album Wasting Light - 2012: für das Album Echoes, Silence, Patience & Grace - 2012: für das Album In Your Honor - 2018: für das Album Concrete and Gold - Singapur - 2001: für das Album There Is Nothing Left to Lose - Spanien - 2024: für die Single Best of You - 2024: für die Single The Pretender - 2024: für die Single Learn to Fly - Vereinigte Staaten - 2003: für das Videoalbum Everywhere But Home - 2006: für die Single DOA - Vereinigtes Königreich - 2017: für das Album Concrete and Gold - 2020: für das Videoalbum Back and Forth - 2022: für das Album Medicine at Midnight - 2024: für die Single These Days - 2024: für die Single Walk | - Australien - 1998: für das Album The Colour and the Shape - 2014: für das Album Sonic Highways - 2017: für das Album Concrete and Gold - 2023: für die Single Long Road to Ruin - 2023: für die Single These Days - 2023: für die Single Walk - 2023: für die Single Wheels - Brasilien - 2023: für das Album Saint Cecilia - 2023: für die Single Learn to Fly - 2023: für die Single Best of You - 2023: für die Single Walk - Dänemark - 2016: für das Album Echoes, Silence, Patience & Grace - 2017: für das Album Greatest Hits - 2023: für die Single The Pretender - 2024: für das Album The Colour and the Shape - 2025: für die Single Everlong - Deutschland - 2021: für das Album Wasting Light - 2023: für die Single Everlong - 2023: für das Album Echoes, Silence, Patience & Grace - Irland - 2007: für das Album Echoes, Silence, Patience & Grace - 2009: für das Album Greatest Hits - Italien - 2016: für das Album Greatest Hits - 2019: für die Single Everlong - 2019: für die Single The Pretender - Kanada - 1995: für das Album Foo Fighters - 1997: für das Album The Colour and the Shape - 1999: für das Album There Is Nothing Left to Lose - 2003: für das Album One by One - 2008: für das Album Echoes, Silence, Patience & Grace - 2010: für die Single The Pretender - 2011: für das Album Wasting Light - 2015: für das Album Sonic Highways - Kolumbien - 2019: für das Album Echoes, Silence, Patience & Grace - 2019: für das Album The Colour and the Shape - Mexiko - 2020: für die Single Learn to Fly - 2020: für die Single Walk - 2020: für die Single Best of You - 2025: für die Single Times Like These - Neuseeland - 2001: für das Album There Is Nothing Left to Lose - 2007: für das Album Skin and Bones - 2015: für das Album Sonic Highways - 2021: für die Single All My Life - 2023: für das Album Concrete and Gold - 2023: für das Album The Colour and the Shape - 2024: für die Single Walk - Portugal - 2011: für das Videoalbum Back and Forth - 2022: für die Single Everlong - Spanien - 2024: für die Single Everlong - Vereinigte Staaten - 1996: für das Album Foo Fighters - 1998: für das Album The Colour and the Shape - 1999: für das Album There Is Nothing Left to Lose - 2003: für das Album One by One - 2005: für das Album In Your Honor - 2017: für das Album Echoes, Silence, Patience & Grace - 2017: für die Single Learn to Fly - 2017: für das Album Wasting Light - 2017: für die Single Times Like These - Vereinigtes Königreich - 2013: für das Videoalbum Everywhere But Home - 2013: für das Videoalbum Live at Wembley Stadium - 2013: für das Videoalbum Skin and Bones & Live in Hyde Park - 2013: für das Album Wasting Light - 2013: für das Album The Colour and the Shape (Roswell) - 2015: für das Album Sonic Highways - 2018: für das Album The Colour and the Shape (Columbia) - 2020: für das Album Skin and Bones - 2021: für die Single Learn to Fly - 2021: für die Single All My Life - 2021: für das Album Foo Fighters - 2022: für die Single Times Like These - 2023: für die Single My Hero - 2025: für die Single Monkey Wrench - 2025: für das Album The Essential | - Deutschland - 2021: für das Album Greatest Hits - Australien - 2003: für das Album One by One - 2007: für das Album There Is Nothing Left to Lose - 2008: für das Album Echoes, Silence, Patience & Grace - 2010: für das Videoalbum Skin and Bones - 2012: für das Album Wasting Light - 2015: für das Videoalbum Back and Forth - 2023: für die Single All My Life - 2023: für die Single Monkey Wrench - Brasilien - 2023: für die Single Everlong - Irland - 2005: für das Album In Your Honor - Mexiko - 2023: für die Single The Pretender - Neuseeland - 2008: für das Album Echoes, Silence, Patience & Grace - 2018: für das Album Wasting Light - 2023: für die Single Learn to Fly - 2023: für die Single My Hero - 2024: für das Album The Essential - Vereinigte Staaten - 2017: für die Single Best of You - 2017: für die Single Everlong - 2017: für die Single The Pretender - Vereinigtes Königreich - 2005: für das Album In Your Honor - 2008: für das Album Echoes, Silence, Patience & Grace - 2022: für die Single The Pretender - 2023: für das Album There Is Nothing Left to Lose - 2023: für die Single Best of You - Australien - 2006: für das Album In Your Honor - 2006: für das Videoalbum Everywhere But Home - 2012: für das Videoalbum Live at Wembley Stadium - 2023: für die Single My Hero - 2023: für die Single Times Like These - Kanada - 2006: für das Album In Your Honor - Mexiko - 2023: für die Single Everlong - Neuseeland - 2024: für die Single The Pretender - 2024: für die Single Best of You - Vereinigtes Königreich - 2021: für das Album One by One - 2024: für die Single Everlong - Australien - 2015: für das Videoalbum Skin and Bones & Live in Hyde Park - 2023: für die Single Learn to Fly - Neuseeland - 2006: für das Album In Your Honor - Australien - 2023: für die Single Best of You - Neuseeland - 2022: für das Album Greatest Hits - Vereinigtes Königreich - 2022: für das Album Greatest Hits - Australien - 2021: für das Album Greatest Hits - 2023: für die Single The Pretender - Neuseeland - 2025: für die Single Everlong - Australien - 2023: für die Single Everlong |

## Auszeichnungen nach Alben

### Foo Fighters
| Land/Region                  | Auszeichnungen für Musikverkäufe (Land/Region, Auszeichnung, Verkäufe) | Verkäufe  |
| ---------------------------- | ---------------------------------------------------------------------- | --------- |
| Australien (ARIA)            | Gold                                                                   | 35.000    |
| Kanada (MC)                  | Platin                                                                 | 100.000   |
| Neuseeland (RMNZ)            | Gold                                                                   | 7.500     |
| Vereinigte Staaten (RIAA)    | Platin                                                                 | 1.468.000 |
| Vereinigtes Königreich (BPI) | Platin                                                                 | 374.187   |
| Insgesamt                    | 2× Gold · 3× Platin ·                                                  | 1.984.687 |

### The Colour and the Shape
| Land/Region                  | Auszeichnungen für Musikverkäufe (Land/Region, Auszeichnung, Verkäufe) | Verkäufe  |
| ---------------------------- | ---------------------------------------------------------------------- | --------- |
| Australien (ARIA)            | Platin                                                                 | 70.000    |
| Dänemark (IFPI)              | Platin                                                                 | 20.000    |
| Deutschland (BVMI)           | Gold                                                                   | 250.000   |
| Japan (RIAJ)                 | Gold                                                                   | 100.000   |
| Kanada (MC)                  | Platin                                                                 | 100.000   |
| Kolumbien (ASINCOL)          | Platin                                                                 | 10.000    |
| Neuseeland (RMNZ)            | Platin                                                                 | 15.000    |
| Vereinigte Staaten (RIAA)    | Platin                                                                 | 2.342.000 |
| Vereinigtes Königreich (BPI) | Platin (Roswell) · + Platin (Columbia)                                 | 672.000   |
| Insgesamt                    | 2× Gold · 8× Platin ·                                                  | 3.579.000 |

### There Is Nothing Left to Lose
| Land/Region                  | Auszeichnungen für Musikverkäufe (Land/Region, Auszeichnung, Verkäufe) | Verkäufe  |
| ---------------------------- | ---------------------------------------------------------------------- | --------- |
| Australien (ARIA)            | 2× Platin                                                              | 140.000   |
| Brasilien (PMB)              | Gold                                                                   | 100.000   |
| Indonesien (ASIRI)           | Gold                                                                   | 25.000    |
| Irland (IRMA)                | Gold                                                                   | 7.500     |
| Japan (RIAJ)                 | Gold                                                                   | 100.000   |
| Kanada (MC)                  | Platin                                                                 | 100.000   |
| Neuseeland (RMNZ)            | Platin                                                                 | 15.000    |
| Portugal (AFP)               | Gold                                                                   | 20.000    |
| Singapur (RIAS)              | Gold                                                                   | 7.500     |
| Vereinigte Staaten (RIAA)    | Platin                                                                 | 1.311.000 |
| Vereinigtes Königreich (BPI) | 2× Platin                                                              | 600.000   |
| Insgesamt                    | 6× Gold · 7× Platin ·                                                  | 2.426.000 |

### One by One
| Land/Region                  | Auszeichnungen für Musikverkäufe (Land/Region, Auszeichnung, Verkäufe) | Verkäufe  |
| ---------------------------- | ---------------------------------------------------------------------- | --------- |
| Australien (ARIA)            | 2× Platin                                                              | 140.000   |
| Brasilien (PMB)              | Gold                                                                   | 50.000    |
| Deutschland (BVMI)           | Gold                                                                   | 150.000   |
| Finnland (IFPI)              | Gold                                                                   | 15.091    |
| Japan (RIAJ)                 | Gold                                                                   | 100.000   |
| Kanada (MC)                  | Platin                                                                 | 100.000   |
| Neuseeland (RMNZ)            | Gold                                                                   | 7.500     |
| Norwegen (IFPI)              | Gold                                                                   | 20.000    |
| Schweden (IFPI)              | Gold                                                                   | 30.000    |
| Vereinigte Staaten (RIAA)    | Platin                                                                 | 1.333.000 |
| Vereinigtes Königreich (BPI) | 3× Platin                                                              | 901.000   |
| Insgesamt                    | 7× Gold · 7× Platin ·                                                  | 2.846.591 |

### In Your Honor
| Land/Region                  | Auszeichnungen für Musikverkäufe (Land/Region, Auszeichnung, Verkäufe) | Verkäufe  |
| ---------------------------- | ---------------------------------------------------------------------- | --------- |
| Australien (ARIA)            | 3× Platin                                                              | 210.000   |
| Brasilien (PMB)              | Gold                                                                   | 50.000    |
| Deutschland (BVMI)           | Gold                                                                   | 100.000   |
| Finnland (IFPI)              | —                                                                      | 12.301    |
| Irland (IRMA)                | 2× Platin                                                              | 30.000    |
| Japan (RIAJ)                 | Gold                                                                   | 100.000   |
| Kanada (MC)                  | 3× Platin                                                              | 300.000   |
| Neuseeland (RMNZ)            | 4× Platin                                                              | 60.000    |
| Norwegen (IFPI)              | Gold                                                                   | 15.000    |
| Österreich (IFPI)            | Gold                                                                   | 15.000    |
| Schweden (IFPI)              | Gold                                                                   | 30.000    |
| Schweiz (IFPI)               | Gold                                                                   | 15.000    |
| Vereinigte Staaten (RIAA)    | Platin                                                                 | 1.442.000 |
| Vereinigtes Königreich (BPI) | 2× Platin                                                              | 812.000   |
| Insgesamt                    | 7× Gold · 15× Platin ·                                                 | 3.191.301 |

### Skin and Bones
| Land/Region                  | Auszeichnungen für Musikverkäufe (Land/Region, Auszeichnung, Verkäufe) | Verkäufe |
| ---------------------------- | ---------------------------------------------------------------------- | -------- |
| Australien (ARIA)            | Gold                                                                   | 35.000   |
| Neuseeland (RMNZ)            | Platin                                                                 | 15.000   |
| Vereinigte Staaten (RIAA)    | —                                                                      | 371.000  |
| Vereinigtes Königreich (BPI) | Platin                                                                 | 300.000  |
| Insgesamt                    | 1× Gold · 2× Platin ·                                                  | 721.000  |

### Echoes, Silence, Patience & Grace
| Land/Region                  | Auszeichnungen für Musikverkäufe (Land/Region, Auszeichnung, Verkäufe) | Verkäufe  |
| ---------------------------- | ---------------------------------------------------------------------- | --------- |
| Australien (ARIA)            | 2× Platin                                                              | 140.000   |
| Belgien (BRMA)               | Gold                                                                   | 15.000    |
| Dänemark (IFPI)              | Platin                                                                 | 30.000    |
| Deutschland (BVMI)           | Platin                                                                 | 200.000   |
| Irland (IRMA)                | Platin                                                                 | 15.000    |
| Kanada (MC)                  | Platin                                                                 | 100.000   |
| Kolumbien (ASINCOL)          | Platin                                                                 | 10.000    |
| Neuseeland (RMNZ)            | 2× Platin                                                              | 30.000    |
| Österreich (IFPI)            | Gold                                                                   | 15.000    |
| Schweiz (IFPI)               | Gold                                                                   | 15.000    |
| Vereinigte Staaten (RIAA)    | Platin                                                                 | 1.000.000 |
| Vereinigtes Königreich (BPI) | 2× Platin                                                              | 754.000   |
| Insgesamt                    | 3× Gold · 12× Platin ·                                                 | 2.324.000 |

### Greatest Hits
| Land/Region                  | Auszeichnungen für Musikverkäufe (Land/Region, Auszeichnung, Verkäufe) | Verkäufe  |
| ---------------------------- | ---------------------------------------------------------------------- | --------- |
| Australien (ARIA)            | 6× Platin                                                              | 420.000   |
| Belgien (BRMA)               | Gold                                                                   | 15.000    |
| Dänemark (IFPI)              | Platin                                                                 | 30.000    |
| Deutschland (BVMI)           | 3× Gold                                                                | 300.000   |
| Irland (IRMA)                | Platin                                                                 | 15.000    |
| Italien (FIMI)               | Platin                                                                 | 50.000    |
| Kanada (MC)                  | Gold                                                                   | 40.000    |
| Neuseeland (RMNZ)            | 5× Platin                                                              | 75.000    |
| Österreich (IFPI)            | Gold                                                                   | 15.000    |
| Vereinigte Staaten (RIAA)    | —                                                                      | 1.009.000 |
| Vereinigtes Königreich (BPI) | 5× Platin                                                              | 1.500.000 |
| Insgesamt                    | 4× Gold · 20× Platin ·                                                 | 3.469.000 |

### Wasting Light
| Land/Region                  | Auszeichnungen für Musikverkäufe (Land/Region, Auszeichnung, Verkäufe) | Verkäufe  |
| ---------------------------- | ---------------------------------------------------------------------- | --------- |
| Australien (ARIA)            | 2× Platin                                                              | 140.000   |
| Belgien (BRMA)               | Gold                                                                   | 15.000    |
| Brasilien (PMB)              | Gold                                                                   | 20.000    |
| Deutschland (BVMI)           | Platin                                                                 | 200.000   |
| Finnland (IFPI)              | Gold                                                                   | 19.397    |
| Irland (IRMA)                | Gold                                                                   | 7.500     |
| Italien (FIMI)               | Gold                                                                   | 30.000    |
| Kanada (MC)                  | Platin                                                                 | 80.000    |
| Neuseeland (RMNZ)            | 2× Platin                                                              | 30.000    |
| Niederlande (NVPI)           | Gold                                                                   | 25.000    |
| Österreich (IFPI)            | Gold                                                                   | 15.000    |
| Polen (ZPAV)                 | Gold                                                                   | 10.000    |
| Schweden (IFPI)              | Gold                                                                   | 20.000    |
| Schweiz (IFPI)               | Gold                                                                   | 15.000    |
| Vereinigte Staaten (RIAA)    | Platin                                                                 | 1.000.000 |
| Vereinigtes Königreich (BPI) | Platin                                                                 | 520.000   |
| Insgesamt                    | 10× Gold · 8× Platin ·                                                 | 2.156.897 |

### Saint Cecilia
| Land/Region     | Auszeichnungen für Musikverkäufe (Land/Region, Auszeichnung, Verkäufe) | Verkäufe |
| --------------- | ---------------------------------------------------------------------- | -------- |
| Brasilien (PMB) | Platin                                                                 | 40.000   |
| Insgesamt       | 1× Platin ·                                                            | 40.000   |

### Sonic Highways
| Land/Region                  | Auszeichnungen für Musikverkäufe (Land/Region, Auszeichnung, Verkäufe) | Verkäufe  |
| ---------------------------- | ---------------------------------------------------------------------- | --------- |
| Australien (ARIA)            | Platin                                                                 | 70.000    |
| Brasilien (PMB)              | Gold                                                                   | 20.000    |
| Deutschland (BVMI)           | Gold                                                                   | 100.000   |
| Italien (FIMI)               | Gold                                                                   | 25.000    |
| Kanada (MC)                  | Platin                                                                 | 80.000    |
| Kolumbien (ASINCOL)          | Gold                                                                   | 5.000     |
| Neuseeland (RMNZ)            | Platin                                                                 | 15.000    |
| Niederlande (NVPI)           | Gold                                                                   | 20.000    |
| Österreich (IFPI)            | Gold                                                                   | 7.500     |
| Vereinigte Staaten (RIAA)    | —                                                                      | 490.000   |
| Vereinigtes Königreich (BPI) | Platin                                                                 | 316.770   |
| Insgesamt                    | 6× Gold · 4× Platin ·                                                  | 1.249.270 |

### Concrete and Gold
| Land/Region                  | Auszeichnungen für Musikverkäufe (Land/Region, Auszeichnung, Verkäufe) | Verkäufe |
| ---------------------------- | ---------------------------------------------------------------------- | -------- |
| Australien (ARIA)            | Platin                                                                 | 70.000   |
| Italien (FIMI)               | Gold                                                                   | 25.000   |
| Kanada (MC)                  | Gold                                                                   | 40.000   |
| Neuseeland (RMNZ)            | Platin                                                                 | 15.000   |
| Polen (ZPAV)                 | Gold                                                                   | 10.000   |
| Schweiz (IFPI)               | Gold                                                                   | 10.000   |
| Vereinigte Staaten (RIAA)    | —                                                                      | 212.750  |
| Vereinigtes Königreich (BPI) | Gold                                                                   | 100.000  |
| Insgesamt                    | 5× Gold · 2× Platin ·                                                  | 482.750  |

### Medicine at Midnight
| Land/Region                  | Auszeichnungen für Musikverkäufe (Land/Region, Auszeichnung, Verkäufe) | Verkäufe |
| ---------------------------- | ---------------------------------------------------------------------- | -------- |
| Vereinigtes Königreich (BPI) | Gold                                                                   | 100.000  |
| Insgesamt                    | 1× Gold ·                                                              | 100.000  |

### The Essential
| Land/Region                  | Auszeichnungen für Musikverkäufe (Land/Region, Auszeichnung, Verkäufe) | Verkäufe |
| ---------------------------- | ---------------------------------------------------------------------- | -------- |
| Neuseeland (RMNZ)            | 2× Platin                                                              | 30.000   |
| Vereinigtes Königreich (BPI) | Platin                                                                 | 300.000  |
| Insgesamt                    | 3× Platin ·                                                            | 330.000  |

### But Here We Are
| Land/Region                  | Auszeichnungen für Musikverkäufe (Land/Region, Auszeichnung, Verkäufe) | Verkäufe |
| ---------------------------- | ---------------------------------------------------------------------- | -------- |
| Vereinigtes Königreich (BPI) | Silber                                                                 | 60.000   |
| Insgesamt                    | 1× Silber ·                                                            | 60.000   |

## Auszeichnungen nach Singles

### This Is a Call
| Land/Region                  | Auszeichnungen für Musikverkäufe (Land/Region, Auszeichnung, Verkäufe) | Verkäufe |
| ---------------------------- | ---------------------------------------------------------------------- | -------- |
| Australien (ARIA)            | Gold                                                                   | 35.000   |
| Vereinigtes Königreich (BPI) | Silber                                                                 | 200.000  |
| Insgesamt                    | 1× Silber · 1× Gold ·                                                  | 235.000  |

### Big Me
| Land/Region                  | Auszeichnungen für Musikverkäufe (Land/Region, Auszeichnung, Verkäufe) | Verkäufe |
| ---------------------------- | ---------------------------------------------------------------------- | -------- |
| Australien (ARIA)            | Gold                                                                   | 35.000   |
| Vereinigtes Königreich (BPI) | Silber                                                                 | 200.000  |
| Insgesamt                    | 1× Silber · 1× Gold ·                                                  | 235.000  |

### Monkey Wrench
| Land/Region                  | Auszeichnungen für Musikverkäufe (Land/Region, Auszeichnung, Verkäufe) | Verkäufe |
| ---------------------------- | ---------------------------------------------------------------------- | -------- |
| Australien (ARIA)            | 2× Platin                                                              | 140.000  |
| Vereinigtes Königreich (BPI) | Platin                                                                 | 600.000  |
| Insgesamt                    | 3× Platin ·                                                            | 740.000  |

### Everlong
| Land/Region                  | Auszeichnungen für Musikverkäufe (Land/Region, Auszeichnung, Verkäufe) | Verkäufe  |
| ---------------------------- | ---------------------------------------------------------------------- | --------- |
| Australien (ARIA)            | 8× Platin                                                              | 560.000   |
| Brasilien (PMB)              | 2× Platin                                                              | 120.000   |
| Dänemark (IFPI)              | Platin                                                                 | 90.000    |
| Deutschland (BVMI)           | Platin                                                                 | 500.000   |
| Italien (FIMI)               | Platin                                                                 | 50.000    |
| Mexiko (AMPROFON)            | 3× Platin                                                              | 180.000   |
| Neuseeland (RMNZ)            | 7× Platin                                                              | 210.000   |
| Portugal (AFP)               | Platin                                                                 | 10.000    |
| Spanien (Promusicae)         | Platin                                                                 | 60.000    |
| Vereinigte Staaten (RIAA)    | 2× Platin                                                              | 2.000.000 |
| Vereinigtes Königreich (BPI) | 3× Platin                                                              | 1.800.000 |
| Insgesamt                    | 30× Platin ·                                                           | 5.580.000 |

### My Hero
| Land/Region                  | Auszeichnungen für Musikverkäufe (Land/Region, Auszeichnung, Verkäufe) | Verkäufe |
| ---------------------------- | ---------------------------------------------------------------------- | -------- |
| Australien (ARIA)            | 3× Platin                                                              | 210.000  |
| Brasilien (PMB)              | Gold                                                                   | 30.000   |
| Mexiko (AMPROFON)            | Gold                                                                   | 30.000   |
| Neuseeland (RMNZ)            | 2× Platin                                                              | 60.000   |
| Vereinigtes Königreich (BPI) | Platin                                                                 | 600.000  |
| Insgesamt                    | 2× Gold · 6× Platin ·                                                  | 930.000  |

### Learn to Fly
| Land/Region                  | Auszeichnungen für Musikverkäufe (Land/Region, Auszeichnung, Verkäufe) | Verkäufe  |
| ---------------------------- | ---------------------------------------------------------------------- | --------- |
| Australien (ARIA)            | 4× Platin                                                              | 280.000   |
| Brasilien (PMB)              | Platin                                                                 | 60.000    |
| Dänemark (IFPI)              | Gold                                                                   | 45.000    |
| Italien (FIMI)               | Gold                                                                   | 25.000    |
| Kanada (MC)                  | Gold                                                                   | 20.000    |
| Mexiko (AMPROFON)            | Platin                                                                 | 60.000    |
| Neuseeland (RMNZ)            | 2× Platin                                                              | 60.000    |
| Spanien (Promusicae)         | Gold                                                                   | 30.000    |
| Vereinigte Staaten (RIAA)    | Platin                                                                 | 1.000.000 |
| Vereinigtes Königreich (BPI) | Platin                                                                 | 600.000   |
| Insgesamt                    | 4× Gold · 10× Platin ·                                                 | 2.180.000 |

### Generator
| Land/Region       | Auszeichnungen für Musikverkäufe (Land/Region, Auszeichnung, Verkäufe) | Verkäufe |
| ----------------- | ---------------------------------------------------------------------- | -------- |
| Australien (ARIA) | Gold                                                                   | 35.000   |
| Insgesamt         | 1× Gold ·                                                              | 35.000   |

### Breakout
| Land/Region                  | Auszeichnungen für Musikverkäufe (Land/Region, Auszeichnung, Verkäufe) | Verkäufe |
| ---------------------------- | ---------------------------------------------------------------------- | -------- |
| Australien (ARIA)            | Gold                                                                   | 35.000   |
| Vereinigtes Königreich (BPI) | Silber                                                                 | 200.000  |
| Insgesamt                    | 1× Silber · 1× Gold ·                                                  | 235.000  |

### All My Life
| Land/Region                  | Auszeichnungen für Musikverkäufe (Land/Region, Auszeichnung, Verkäufe) | Verkäufe |
| ---------------------------- | ---------------------------------------------------------------------- | -------- |
| Australien (ARIA)            | 2× Platin                                                              | 140.000  |
| Brasilien (PMB)              | Gold                                                                   | 30.000   |
| Mexiko (AMPROFON)            | Gold                                                                   | 30.000   |
| Neuseeland (RMNZ)            | Platin                                                                 | 30.000   |
| Vereinigtes Königreich (BPI) | Platin                                                                 | 600.000  |
| Insgesamt                    | 2× Gold · 4× Platin ·                                                  | 830.000  |

### Times Like These
| Land/Region                  | Auszeichnungen für Musikverkäufe (Land/Region, Auszeichnung, Verkäufe) | Verkäufe  |
| ---------------------------- | ---------------------------------------------------------------------- | --------- |
| Australien (ARIA)            | 3× Platin                                                              | 210.000   |
| Brasilien (PMB)              | Gold                                                                   | 30.000    |
| Mexiko (AMPROFON)            | Platin                                                                 | 60.000    |
| Vereinigte Staaten (RIAA)    | Platin                                                                 | 1.000.000 |
| Vereinigtes Königreich (BPI) | Platin                                                                 | 600.000   |
| Insgesamt                    | 1× Gold · 6× Platin ·                                                  | 1.900.000 |

### Best of You
| Land/Region                  | Auszeichnungen für Musikverkäufe (Land/Region, Auszeichnung, Verkäufe) | Verkäufe  |
| ---------------------------- | ---------------------------------------------------------------------- | --------- |
| Australien (ARIA)            | 5× Platin                                                              | 350.000   |
| Brasilien (PMB)              | Platin                                                                 | 60.000    |
| Dänemark (IFPI)              | Gold                                                                   | 45.000    |
| Deutschland (BVMI)           | Gold                                                                   | 150.000   |
| Italien (FIMI)               | Gold                                                                   | 25.000    |
| Kanada (MC)                  | Gold                                                                   | 10.000    |
| Mexiko (AMPROFON)            | Platin                                                                 | 60.000    |
| Neuseeland (RMNZ)            | 3× Platin                                                              | 90.000    |
| Spanien (Promusicae)         | Gold                                                                   | 30.000    |
| Vereinigte Staaten (RIAA)    | 2× Platin                                                              | 2.000.000 |
| Vereinigtes Königreich (BPI) | 2× Platin                                                              | 1.200.000 |
| Insgesamt                    | 5× Gold · 14× Platin ·                                                 | 4.020.000 |

### DOA
| Land/Region               | Auszeichnungen für Musikverkäufe (Land/Region, Auszeichnung, Verkäufe) | Verkäufe |
| ------------------------- | ---------------------------------------------------------------------- | -------- |
| Australien (ARIA)         | Gold                                                                   | 35.000   |
| Vereinigte Staaten (RIAA) | Gold                                                                   | 500.000  |
| Insgesamt                 | 2× Gold ·                                                              | 535.000  |

### The Pretender
| Land/Region                  | Auszeichnungen für Musikverkäufe (Land/Region, Auszeichnung, Verkäufe) | Verkäufe  |
| ---------------------------- | ---------------------------------------------------------------------- | --------- |
| Australien (ARIA)            | 6× Platin                                                              | 420.000   |
| Dänemark (IFPI)              | Platin                                                                 | 90.000    |
| Italien (FIMI)               | Platin                                                                 | 50.000    |
| Kanada (MC)                  | Platin                                                                 | 40.000    |
| Mexiko (AMPROFON)            | 2× Platin                                                              | 120.000   |
| Neuseeland (RMNZ)            | 3× Platin                                                              | 90.000    |
| Spanien (Promusicae)         | Gold                                                                   | 30.000    |
| Vereinigte Staaten (RIAA)    | 2× Platin                                                              | 2.000.000 |
| Vereinigtes Königreich (BPI) | 2× Platin                                                              | 1.200.000 |
| Insgesamt                    | 1× Gold · 18× Platin ·                                                 | 4.040.000 |

### Long Road to Ruin
| Land/Region                  | Auszeichnungen für Musikverkäufe (Land/Region, Auszeichnung, Verkäufe) | Verkäufe |
| ---------------------------- | ---------------------------------------------------------------------- | -------- |
| Australien (ARIA)            | Platin                                                                 | 70.000   |
| Vereinigtes Königreich (BPI) | Silber                                                                 | 200.000  |
| Insgesamt                    | 1× Silber · 1× Platin ·                                                | 270.000  |

### Wheels
| Land/Region                  | Auszeichnungen für Musikverkäufe (Land/Region, Auszeichnung, Verkäufe) | Verkäufe |
| ---------------------------- | ---------------------------------------------------------------------- | -------- |
| Australien (ARIA)            | Platin                                                                 | 70.000   |
| Neuseeland (RMNZ)            | Gold                                                                   | 7.500    |
| Vereinigtes Königreich (BPI) | Silber                                                                 | 200.000  |
| Insgesamt                    | 1× Silber · 1× Gold · 1× Platin ·                                      | 277.500  |

### Rope
| Land/Region                  | Auszeichnungen für Musikverkäufe (Land/Region, Auszeichnung, Verkäufe) | Verkäufe |
| ---------------------------- | ---------------------------------------------------------------------- | -------- |
| Australien (ARIA)            | Gold                                                                   | 35.000   |
| Brasilien (PMB)              | Gold                                                                   | 30.000   |
| Vereinigtes Königreich (BPI) | Silber                                                                 | 200.000  |
| Insgesamt                    | 1× Silber · 2× Gold ·                                                  | 265.000  |

### Walk
| Land/Region                  | Auszeichnungen für Musikverkäufe (Land/Region, Auszeichnung, Verkäufe) | Verkäufe |
| ---------------------------- | ---------------------------------------------------------------------- | -------- |
| Australien (ARIA)            | Platin                                                                 | 70.000   |
| Brasilien (PMB)              | Platin                                                                 | 60.000   |
| Mexiko (AMPROFON)            | Platin                                                                 | 60.000   |
| Neuseeland (RMNZ)            | Platin                                                                 | 30.000   |
| Vereinigtes Königreich (BPI) | Gold                                                                   | 400.000  |
| Insgesamt                    | 1× Gold · 4× Platin ·                                                  | 620.000  |

### Arlandria
| Land/Region       | Auszeichnungen für Musikverkäufe (Land/Region, Auszeichnung, Verkäufe) | Verkäufe |
| ----------------- | ---------------------------------------------------------------------- | -------- |
| Australien (ARIA) | Gold                                                                   | 35.000   |
| Brasilien (PMB)   | Gold                                                                   | 30.000   |
| Insgesamt         | 2× Gold ·                                                              | 65.000   |

### These Days
| Land/Region                  | Auszeichnungen für Musikverkäufe (Land/Region, Auszeichnung, Verkäufe) | Verkäufe |
| ---------------------------- | ---------------------------------------------------------------------- | -------- |
| Australien (ARIA)            | Platin                                                                 | 70.000   |
| Neuseeland (RMNZ)            | Gold                                                                   | 7.500    |
| Vereinigtes Königreich (BPI) | Silber                                                                 | 200.000  |
| Insgesamt                    | 1× Silber · 1× Gold · 1× Platin ·                                      | 277.500  |

### Run
| Land/Region                  | Auszeichnungen für Musikverkäufe (Land/Region, Auszeichnung, Verkäufe) | Verkäufe |
| ---------------------------- | ---------------------------------------------------------------------- | -------- |
| Australien (ARIA)            | Gold                                                                   | 35.000   |
| Kanada (MC)                  | Gold                                                                   | 40.000   |
| Vereinigtes Königreich (BPI) | Silber                                                                 | 200.000  |
| Insgesamt                    | 1× Silber · 2× Gold ·                                                  | 275.000  |

### The Sky Is a Neighborhood
| Land/Region                  | Auszeichnungen für Musikverkäufe (Land/Region, Auszeichnung, Verkäufe) | Verkäufe |
| ---------------------------- | ---------------------------------------------------------------------- | -------- |
| Australien (ARIA)            | Gold                                                                   | 35.000   |
| Kanada (MC)                  | Gold                                                                   | 40.000   |
| Vereinigtes Königreich (BPI) | Silber                                                                 | 200.000  |
| Insgesamt                    | 1× Silber · 2× Gold ·                                                  | 275.000  |

## Auszeichnungen nach Videoalben

### Everywhere But Home
| Land/Region                  | Auszeichnungen für Musikverkäufe (Land/Region, Auszeichnung, Verkäufe) | Verkäufe |
| ---------------------------- | ---------------------------------------------------------------------- | -------- |
| Australien (ARIA)            | 3× Platin                                                              | 45.000   |
| Vereinigte Staaten (RIAA)    | Gold                                                                   | 50.000   |
| Vereinigtes Königreich (BPI) | Platin                                                                 | 50.000   |
| Insgesamt                    | 1× Gold · 4× Platin ·                                                  | 145.000  |

### Skin and Bones
| Land/Region       | Auszeichnungen für Musikverkäufe (Land/Region, Auszeichnung, Verkäufe) | Verkäufe |
| ----------------- | ---------------------------------------------------------------------- | -------- |
| Australien (ARIA) | 2× Platin                                                              | 30.000   |
| Neuseeland (RMNZ) | Gold                                                                   | 2.500    |
| Insgesamt         | 1× Gold · 2× Platin ·                                                  | 32.500   |

### Skin and Bones & Live in Hyde Park
| Land/Region                  | Auszeichnungen für Musikverkäufe (Land/Region, Auszeichnung, Verkäufe) | Verkäufe |
| ---------------------------- | ---------------------------------------------------------------------- | -------- |
| Australien (ARIA)            | 4× Platin                                                              | 60.000   |
| Neuseeland (RMNZ)            | Gold                                                                   | 2.500    |
| Vereinigtes Königreich (BPI) | Platin                                                                 | 50.000   |
| Insgesamt                    | 1× Gold · 5× Platin ·                                                  | 112.500  |

### Live at Wembley Stadium
| Land/Region                  | Auszeichnungen für Musikverkäufe (Land/Region, Auszeichnung, Verkäufe) | Verkäufe |
| ---------------------------- | ---------------------------------------------------------------------- | -------- |
| Australien (ARIA)            | 3× Platin                                                              | 45.000   |
| Neuseeland (RMNZ)            | Gold                                                                   | 2.500    |
| Vereinigtes Königreich (BPI) | Platin                                                                 | 50.000   |
| Insgesamt                    | 1× Gold · 4× Platin ·                                                  | 97.500   |

### Back and Forth
| Land/Region                  | Auszeichnungen für Musikverkäufe (Land/Region, Auszeichnung, Verkäufe) | Verkäufe |
| ---------------------------- | ---------------------------------------------------------------------- | -------- |
| Australien (ARIA)            | 2× Platin                                                              | 30.000   |
| Portugal (AFP)               | Platin                                                                 | 8.000    |
| Vereinigtes Königreich (BPI) | Gold                                                                   | 25.000   |
| Vereinigte Staaten (RIAA)    | Gold                                                                   | 50.000   |
| Insgesamt                    | 2× Gold · 3× Platin ·                                                  | 113.000  |

### Foo Fighters: Sonic Highways
| Land/Region       | Auszeichnungen für Musikverkäufe (Land/Region, Auszeichnung, Verkäufe) | Verkäufe |
| ----------------- | ---------------------------------------------------------------------- | -------- |
| Australien (ARIA) | Gold                                                                   | 7.500    |
| Insgesamt         | 1× Gold ·                                                              | 7.500    |

## Statistik und Quellen
| Land/RegionAuszeichnungen für Musikverkäufe (Land/Region, Auszeichnungen, Verkäufe, Quellen) | Silber       | Gold       | Platin         | Verkäufe   | Quellen                                                                           |
| -------------------------------------------------------------------------------------------- | ------------ | ---------- | -------------- | ---------- | --------------------------------------------------------------------------------- |
| Australien (ARIA)                                                                            | —            | 12× Gold12 | 74× Platin74   | 4.592.500  | aria.com.au                                                                       |
| Belgien (BRMA)                                                                               | —            | 3× Gold3   | —              | 45.000     | ultratop.be                                                                       |
| Brasilien (PMB)                                                                              | —            | 10× Gold10 | 6× Platin6     | 730.000    | pro-musicabr.org.br                                                               |
| Dänemark (IFPI)                                                                              | —            | 2× Gold2   | 5× Platin5     | 350.000    | ifpi.dk                                                                           |
| Deutschland (BVMI)                                                                           | —            | 6× Gold6   | 4× Platin4     | 1.950.000  | musikindustrie.de                                                                 |
| Finnland (IFPI)                                                                              | —            | 2× Gold2   | —              | 46.789     | ifpi.fi                                                                           |
| Indonesien (ASIRI)                                                                           | —            | Gold1      | —              | 25.000     | Einzelnachweise                                                                   |
| Irland (IRMA)                                                                                | —            | 2× Gold2   | 4× Platin4     | 75.000     | irishcharts.ie                                                                    |
| Italien (FIMI)                                                                               | —            | 5× Gold5   | 3× Platin3     | 280.000    | fimi.it                                                                           |
| Japan (RIAJ)                                                                                 | —            | 4× Gold4   | —              | 400.000    | riaj.or.jp                                                                        |
| Kanada (MC)                                                                                  | —            | 6× Gold6   | 11× Platin11   | 1.190.000  | musiccanada.com                                                                   |
| Kolumbien (ASINCOL)                                                                          | —            | Gold1      | 2× Platin2     | 25.000     | Einzelnachweise                                                                   |
| Mexiko (AMPROFON)                                                                            | —            | 2× Gold2   | 9× Platin9     | 600.000    | amprofon.com.mx                                                                   |
| Neuseeland (RMNZ)                                                                            | —            | 7× Gold7   | 39× Platin39   | 907.500    | aotearoamusiccharts.co.nz NZ2 (Memento vom 24. Juli 2011 im Internet Archive) NZ3 |
| Niederlande (NVPI)                                                                           | —            | 2× Gold2   | —              | 45.000     | nvpi.nl                                                                           |
| Norwegen (IFPI)                                                                              | —            | 2× Gold2   | —              | 35.000     | ifpi.no (Memento vom 5. November 2012 im Internet Archive)                        |
| Österreich (IFPI)                                                                            | —            | 5× Gold5   | —              | 67.500     | ifpi.at                                                                           |
| Polen (ZPAV)                                                                                 | —            | 2× Gold2   | —              | 20.000     | olis.pl                                                                           |
| Portugal (AFP)                                                                               | —            | Gold1      | 2× Platin2     | 38.000     | Einzelnachweise                                                                   |
| Schweden (IFPI)                                                                              | —            | 3× Gold3   | —              | 80.000     | sverigetopplistan.se                                                              |
| Schweiz (IFPI)                                                                               | —            | 4× Gold4   | —              | 55.000     | hitparade.ch                                                                      |
| Spanien (Promusicae)                                                                         | —            | 3× Gold3   | Platin1        | 150.000    | elportaldemusica.es                                                               |
| Singapur (RIAS)                                                                              | —            | Gold1      | —              | 7.500      | Einzelnachweise                                                                   |
| Vereinigte Staaten (RIAA)                                                                    | —            | 3× Gold3   | 15× Platin15   | 20.578.750 | riaa.com                                                                          |
| Vereinigtes Königreich (BPI)                                                                 | 10× Silber10 | 4× Gold4   | 36× Platin36   | 16.684.957 | bpi.co.uk                                                                         |
| Insgesamt                                                                                    | 10× Silber10 | 93× Gold93 | 211× Platin211 |            |                                                                                   |